# Momoko Tanikawa
Momoko Tanikawa (japanisch 谷川 萌々子 Tanikawa Momoko; * 7. Mai 2005 in Aichi) ist eine japanische Fußballspielerin, die beim FC Bayern München unter Vertrag steht.

## Karriere

### Vereine
Tanikawa spielte im Jahr 2023 in Fukushima für die U18-Mannschaft in der JFA Academy, dem Nachwuchsprogramm der "Japan Football Association". Am 11. Januar 2024 wurde ihre Verpflichtung auf der Website des FC Bayern München öffentlich. Für die am 12. April 2024 beginnende Spielzeit wurde sie auf Leihbasis an den schwedischen Erstligisten FC Rosengård abgegeben.
Nach Ablauf der Leihfrist kehrte sie zum FC Bayern München zurück und gab ihr Pflichtspieldebüt am 9. Februar 2025 (14. Spieltag) beim 3:1-Sieg im Auswärtsspiel gegen die TSG 1899 Hoffenheim mit Einwechslung für Pernille Harder in der Nachspielzeit. Im Rahmen der ersten Austragung des Kleinfeldturniers World Sevens Football im Mai 2025 gewann Tanikawa mit Bayern München nicht nur das Turnier, sondern wurde darüber hinaus auch mit dem Golden Ball und dem Golden Boot als beste Spielerin des Turniers ausgezeichnet.

### Nationalmannschaft
Tanikawa kam im Jahr 2022 zu ihrem Länderspieldebüt. Für die U17-Nationalmannschaft debütierte sie am 3. Oktober bei der 1:2-Niederlage im Freundschaftsspiel gegen die US-amerikanische U17-Nationalmannschaft. Mit der Nachwuchsnationalmannschaft dieser Altersklasse nahm sie auch an der vom 11. bis zum  30. Oktober 2022 in Indien ausgetragenen Weltmeisterschaft teil, kam in allen Spielen der Gruppe D zum Einsatz und erzielte in jedem Spiel ein Tor. Auch bei der 1:2-Viertelfinalniederlage gegen die U17-Nationalmannschaft Spaniens gelang ihr ein Tor.
Mit der U19-Nationalmannschaft nahm sie vom 16. bis 21. Mai 2023 am Wettbewerb um den Sud Ladies Cup teil und erzielte vier Tore in drei Spielen.
Ihr Debüt in der A-Nationalmannschaft gab sie am 14. Juli 2023 beim 5:0-Sieg im Freundschaftsspiel gegen die Nationalmannschaft Panamas.

## Erfolge
Nationalmannschaft
- SheBelieves Cup-Sieger 2025
- Sud Ladies Cup-Sieger 2023
- Turniersieger Asienspiele 2022
- U17-WM-Torschützenkönigin (mit vier Toren; gemeinsam mit Loreen Bender und Linda Caicedo)

FC Bayern München
- Deutscher Meister 2025
- DFB-Pokal-Sieger 2025